# Tanacetum argenteum
Tanacetum argenteum — вид рослин з родини айстрових (Asteraceae), поширений у західні Азії.

## Опис
Це багаторічна трава. Стебла 20–30 см заввишки, сріблясто або білувато-запушені, зверху листяні або майже безлисті. Прикореневі листки 2–7 см на 1–3 см ніжці, цілісні, перисті або 2-перисті, яйцеподібні або округлі за контуром, первинні сегменти 5–9 парні. Стеблові листки менші, верхні — менш розділені або цілі. Квіткових голів 10–80 у щільних кінцевих щитках. Сім'янки коричневі, 5-ребристі, залозисті, 2–2.25 мм. 2n = 18. Період цвітіння: червень — серпень.

## Середовище проживання
Поширений у Туреччині, Сирії, Лівані. Населяє кам'янисті й вапнякові кручі; трапляється на висотах 990–2500 м.